# Sonora (rzeka)
Sonora – rzeka w Ameryce Północnej w północno-zachodnim Meksyku, w stanie Sonora. Długość rzeki wynosi 500 km. Rzeka wypływa w Sierra Madre Zachodnia, a uchodzi do Zatoki Kalifornijskiej.
Rzeka wykorzystywana jest do nawadniania. Nad Sonorą leży miasto Hermosillo.